# Sicardius
Sicardius là một chi bọ cánh cứng trong họ 
Elateridae.
Chi này được miêu tả khoa học năm 1933 bởi Fleutiaux.

## Các loài
Chi này có các loài:
- Sicardius longicornis Fleutiaux, 1933